# Reformy japonského písma
Systém japonského zápisu je jeden z nejsložitějších na světě. Používá čtyři druhy písem - čínské znaky kandži, hiraganu, katakanu i romadži (latinku). Do dvacátého století nebyl nijak sjednocen. Během reforem Meidži se začaly ozývat hlasy volající po zjednodušení kandži či naprostému přechodu na latinku.

## Reforma roku 1946
- Seznam 1850 nejpoužívanějších znaků Tójó kandži

## Seznam nejpoužívanějších znaků
- Sada nejpoužívanějších znaků Džójó kandži z roku 1981.